# Amami-szigeteki szalonka
Az Amami-szigeteki szalonka (Scolopax mira) a madarak osztályának lilealakúak (Charadriiformes) rendjébe, ezen belül a szalonkafélék (Scolopacidae) családjába tartozó faj.

## Rendszerezése
A fajt Ernst Hartert német ornitológus írta le 1916-ban.

## Előfordulása
Japán déli részén elterülő, a Rjúkjú-szigetekhez tartozó Amami-szigetek területén honos. Természetes élőhelyei a szubtrópusi vagy trópusi síkvidéki és hegyi esőerdők. Állandó, nem vonuló faj.

## Megjelenése
Testhossza 36 centiméter. Megjelenése és életmódja nagyon hasonlít a sokkal jobban ismert erdei szalonkára.

## Természetvédelmi helyzete
Az elterjedési területe kicsi, egyedszáma 2500-9999 példány közötti, viszont stabil.  A Természetvédelmi Világszövetség Vörös listáján sebezhető fajként szerepel.